# Z22

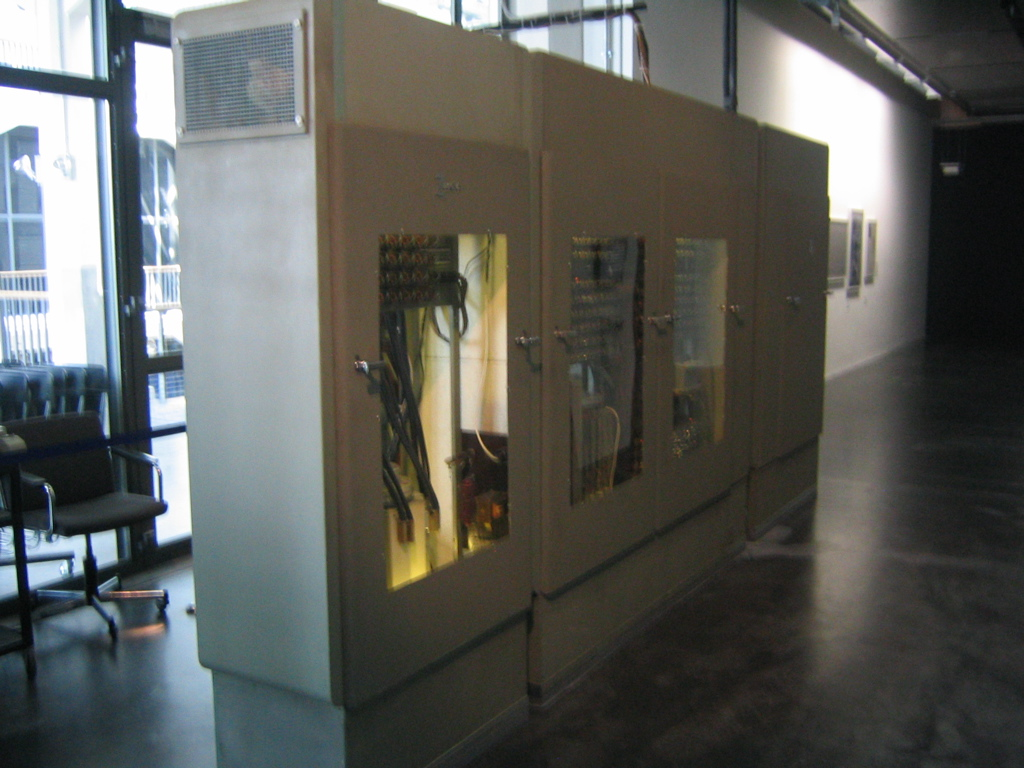
Zuse Z22 in Karlsruhe

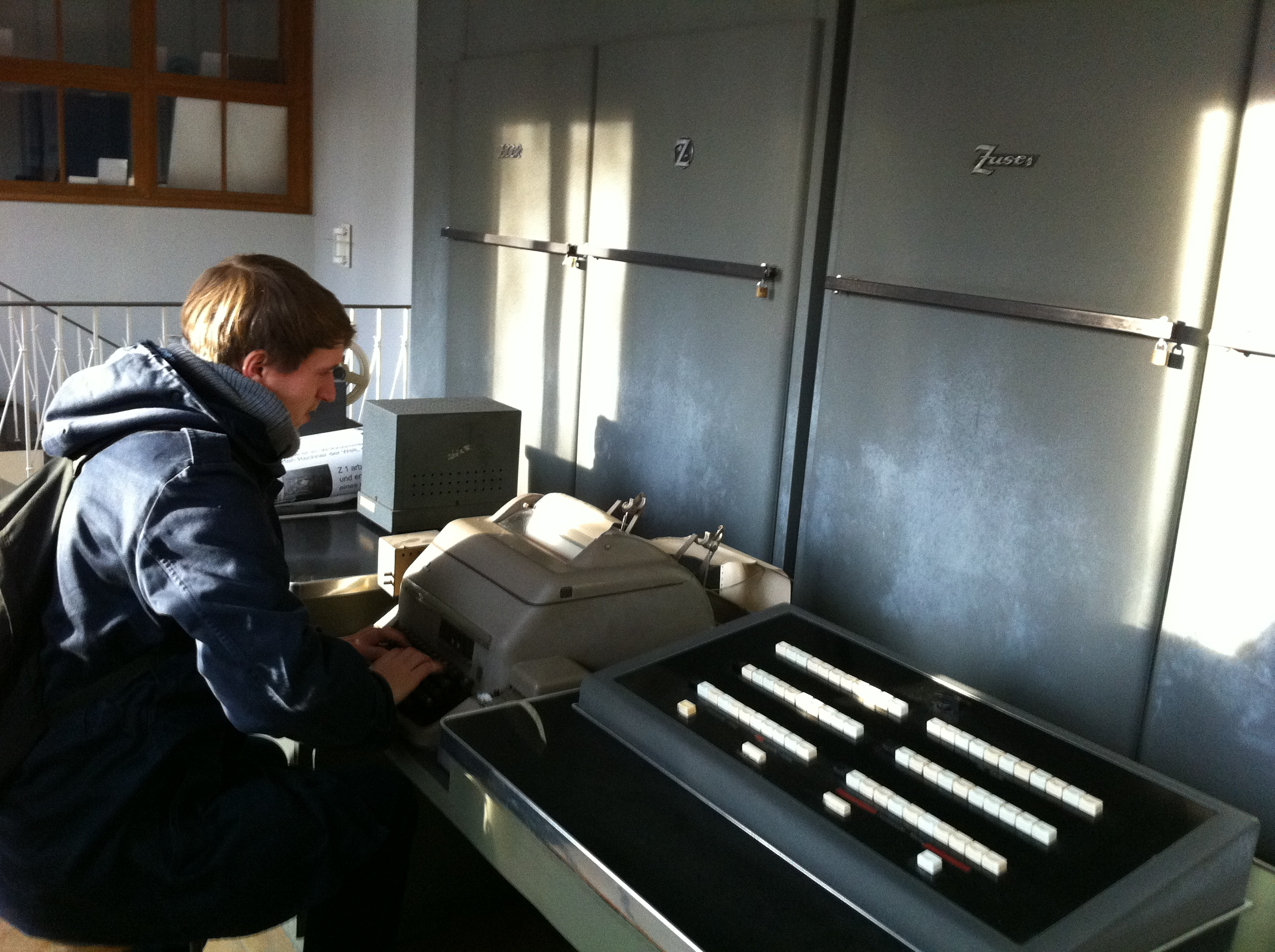
Zuse Z22r FH Ostfalia Suderburg

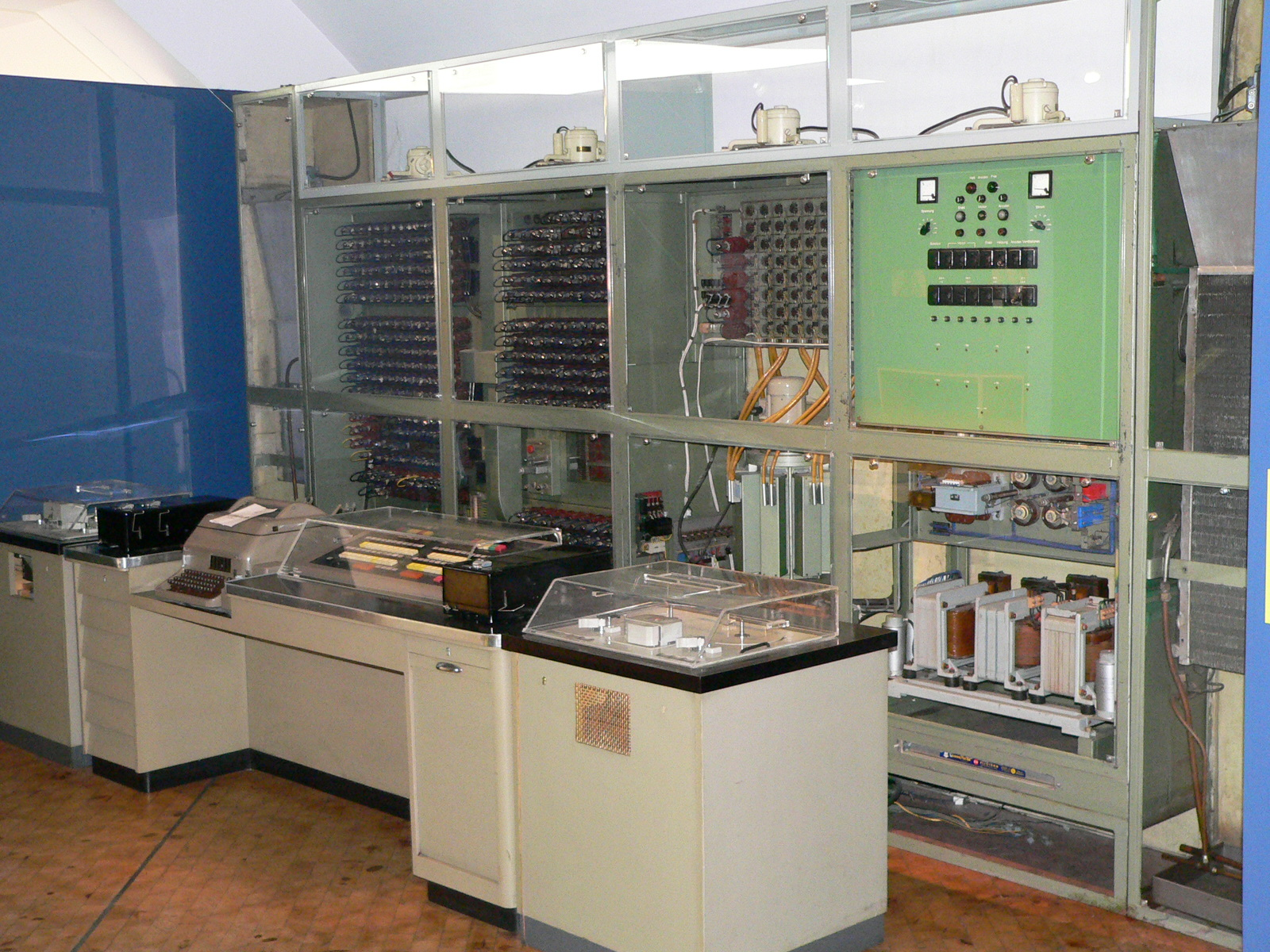
Zuse Z22 im Technik-Museum Berlin

Die Zuse Z22 oder kurz Z22 war eine ab 1955 von dem Physiker Lorenz Hanewinkel konstruierte und für die Zuse KG gebaute Elektronische Rechenanlage und der erste Röhrenrechner aus Westdeutschland. In der DDR wurde der vergleichbare D1 von 1950 bis 1956 entwickelt. Als einer der ersten in Serie produzierten Rechner weltweit ermöglichte die Z22 deutschen Hochschulen, Universitäten und anderen wissenschaftlichen Instituten nach dem Zweiten Weltkrieg erstmals eine elektronische Datenverarbeitung.

## Geschichte
Nach den Modellen Z1, Z2, Z3, Z4, Z5 und Z11 war Z22 das siebte Computer-Modell, das unter Konrad Zuse entwickelt wurde. Wie die Vorgänger ab Z4 wurde die Maschine Z22 kommerziell vertrieben.
Die Entwicklung der Z22 war ca. 1957 abgeschlossen, die ersten der insgesamt 55 Exemplare wurden ab 1958 an die TU Berlin und nach Aachen verkauft. Zu den ersten Abnehmern gehörte auch die Firma Zeiss, welche fortan einen Rechner für ihre optischen Berechnungen besaß. Theodor Fromme, wissenschaftlicher Leiter bei Zuse und ehemaliger Mitarbeiter bei Zeiss, war maßgeblich an der Ausarbeitung der Schaltpläne für diese Rechenmaschine beteiligt.
Die Diebold-Computer-Statistik weist für den 1. Juli 1971 insgesamt 48 Exemplare der Z22 aus.

## Technische Daten

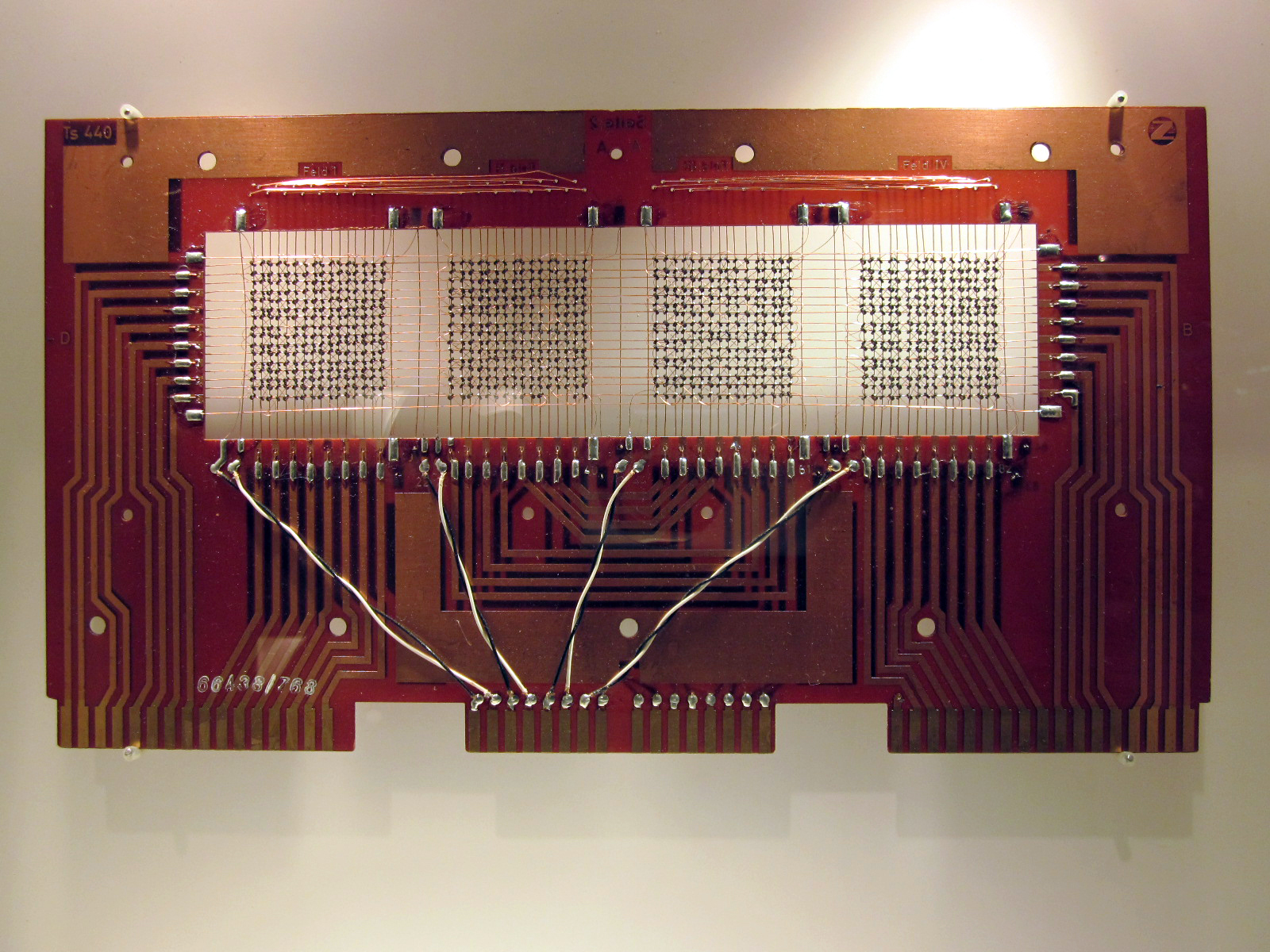
Ferritkernspeicher 1024 Bit, eingebaut in die Z22, Z23, Z25

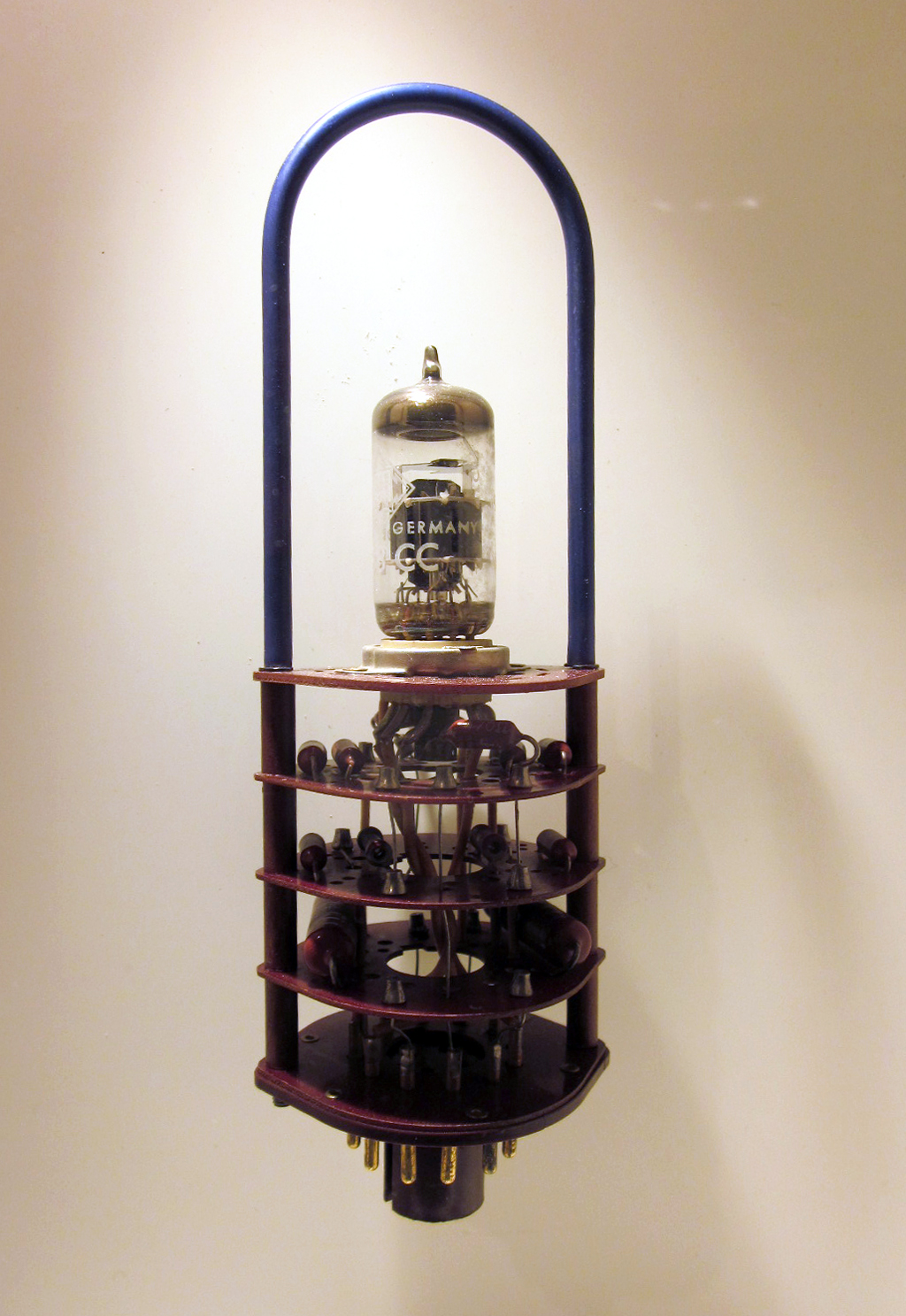
RAM-Speichermodul (1 Bit) der Z22 mit der Doppeltriode E80CC

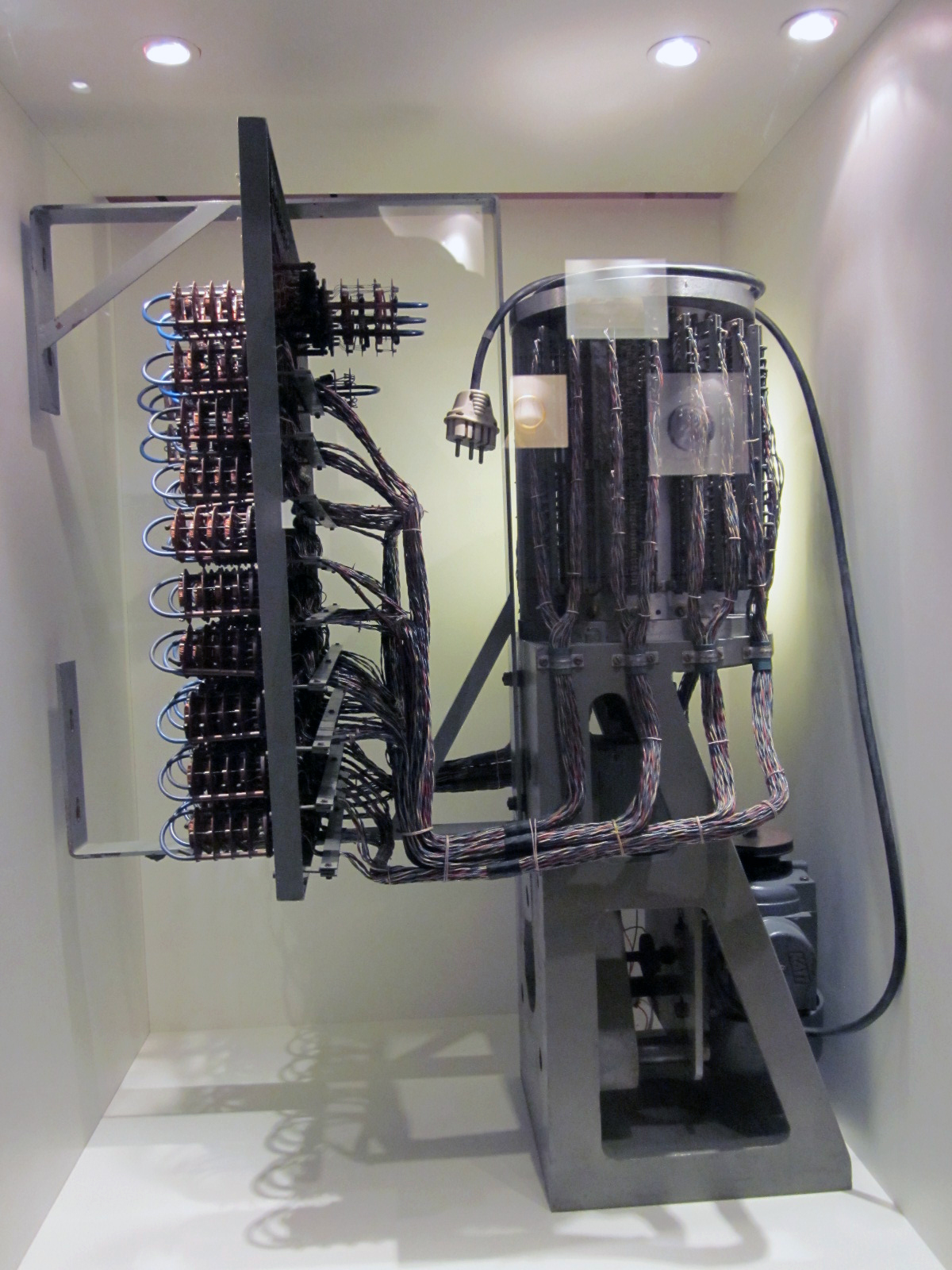
Trommelspeicher der Zuse Z22 (Lizenz von Gerhard Dirks)

In der Standard-Ausführung war die Z22 wie folgt ausgestattet:
- Registersatz aus 14 Worten Kernspeicher zu je 38 Bit
- 38 kByte Trommelspeicher (8.192 Worte zu 38 Bit)
- Lochstreifenleser/-stanzer als Massenspeicher
- 380 V, 16 A Drehstrom-Versorgung
- 600 Elektronenröhren, als Flipflops geschaltet.
- Elektrische Kühlanlage, die einen eigenen Wasseranschluss braucht

Die Taktfrequenz der Z22 betrug ca. 140 kHz.
Die Eingabe von Daten konnte sowohl über den Lochstreifenleser als auch über eine Direkteingabe von Daten an der Trommelspeichereinheit als auch über Taster zur Direktprogrammierung des Kernspeichers erfolgen.
Die relativ schnelle Ausgabe von Daten konnte über einen Lochstreifenstanzer erfolgen, ein relativ schnelles Einlesen über einen opto-elektrischen Lochstreifenleser. Einige Daten konnten auch über die im Bedienpult eingebauten Glimmlampen angezeigt werden, die wichtige Registerinhalte darstellten.
Als kombiniertes Ein-Ausgabe-Gerät wurden Siemens-Fernschreiber T100 mit angebautem 5-Kanal-Lochstreifen-Leser und -Stanzer benutzt. Damit waren vier „Peripheriegeräte“ in einer Maschine verfügbar: Tastatur-Eingabe, Lochstreifen-Eingabe, Blattschreiber-Ausgabe und Lochstreifen-Ausgabe. Deren Arbeitsgeschwindigkeit betrug zehn Zeichen/Sekunde und war deutlich langsamer als die speziellen Monogeräte Lochkartenstanzer und -leser.

## Programmierung
Die Z22 wurde mit dem Ziel entwickelt, einfacher programmierbar zu sein als die Computer der Vorgängergeneration. Er wurde in Maschinencode programmiert; jede Instruktion war 38 Bit breit und in fünf Felder fester Länge aufgeteilt:
- Die ersten 2 Bits waren immer „10“
- Die nächsten 5 Bits enthielten ein Bedingungs-Operator-Symbol
- Die nächsten 13 Bits enthielten ein Operations-Symbol
- Die nächsten 5 Bits enthielten eine Kern-Speicher-Adresse
- Die letzten 13 Bits enthielten eine Trommelspeicher-Adresse

Um die Programmierung weiter zu vereinfachen, wurde eine Assembler-ähnliche Sprache namens „Freiburger Code“ entwickelt. Wesentliche Elemente dieses Codes waren die Torschaltbits. Jedes dieser Bits schaltete ein Tor von oder zu der im Adressteil des Befehls angesprochenen (Trommel-)Speicherzelle von respektive zu dem adressierten Register über eine Schaltkaskade. Jedes der Bits im Befehlsteil sprach ein Tor an – davon existierten je eines für die Auswertung einer Bedingung:
- Wert=0,
- Wert<0,
- Wert>0,
- Wert≤0,
- Wert≥0.

Die Operationstore führten zu einer Schaltung
- LLR für einen Shift um 1 Schritt nach links – genauer gab es nur ein Tor für 2 Schritte nach links – im Programm PP
- R für einen Schritt nach rechts,
- N für Nullsetzen,
- A für Addieren,
- S für Subtrahieren usw.

Der in späteren Assembler übliche Ladebefehl hatte im Freiburger Code die Codierung:
- NA Nullsetzen + Addieren
- RNA bedeutete Laden des halbierten Wertes
- LLNA verlangte das Laden des verdoppelten Wertes.

Diese Sprache wurde mit dem Ziel entwickelt, die Implementierung mathematischer Algorithmen zu vereinfachen; dieses Ziel wurde in der Praxis auch erreicht.

## Z22 heute
Die Hochschule Karlsruhe besitzt ein restauriertes und voll funktionsfähiges Exemplar mit der Seriennummer 13, das 1958 erbaut wurde. Diese Maschine ist dem Zentrum für Kunst und Medien (ZKM) als Dauerleihgabe am 9. März 2005 übergeben worden. Sie wurde von den beiden Zuse-Experten Hans Baumann und Helmut Kammerer auseinandergenommen und im ZKM wieder aufgebaut. Jene Z22/13 ist der älteste noch funktionierende, originalgetreue Röhrenrechner der Welt und steht unter Denkmalschutz. Eine weitere Z22R steht auf dem Campus der Fachhochschule Suderburg (Teil der Ostfalia Hochschule für angewandte Wissenschaften).
Das Konrad-Zuse-Computermuseum in Hoyerswerda (Sachsen) besitzt zwei – allerdings nicht mehr funktionierende – Exemplare der Z22. Ein weiteres für Prof. Hubert Cremer an der RWTH Aachen gebautes Exemplar befand sich im ehemaligen Computermuseum Aachen. Auch dieses ist nicht mehr funktionstüchtig.
Im Kopfgebäude der Universität Linz befindet sich vor den Hörsälen HS9&10 ebenfalls ein nicht mehr funktionierendes Exemplar. Eine weitere, nicht mehr funktionsfähige Z22 befindet sich im Technikmuseum Berlin.
Im Computermuseum der Fachhochschule Kiel steht eine nicht mehr betriebsbereite Anlage, die im Rahmen der normalen Öffnungszeiten des Museums besichtigt werden kann.
Eine Z22 befindet sich in der Informatikabteilung des Deutschen Museums in München.
Eine Z22R befand sich bis 2021 auch im Museum wortreich in Bad Hersfeld.
Eine restaurierte, lauffähige Z23 aus dem Jahr 1962 gehört zur Informatik-Sammlung Erlangen ISER der Friedrich-Alexander-Universität Erlangen-Nürnberg. Es ist die vermutlich einzige lauffähige Z23 weltweit.

## Trivia
Das Kinderlied Hänschen klein war mutmaßlich das erste Lied, das von einem Computer – dem Zuse Z22 – gespielt wurde. Aus diesem Grund hat es Eingang in die deutsche Synchronfassung von Stanley Kubricks Film 2001: Odyssee im Weltraum gefunden, wo es vom Bordcomputer HAL 9000 bei seiner Deaktivierung gesungen wird (im Original Daisy Bell).